# Richard V. Spencer
Richard Vaughn Spencer (Waterbury, 18 de enero de 1954) es un militar, político y empresario estadounidense que se desempeñó como Secretario de la Armada de los Estados Unidos desde el 3 de agosto de 2017 hasta el 24 de noviembre de 2019. Mientras se desempeñaba como Secretario de la Marina, también brevemente se desempeñó como Secretario de Defensa interino (15 de julio de 2019-23 de julio de 2019) y Subsecretario de Defensa interino (24 de julio de 2019-31 de julio de 2019). Sirvió en el Cuerpo de Marines de los Estados Unidos de 1976 a 1981 como aviador naval y también se desempeñó como vicepresidente y director financiero de Intercontinental Exchange desde noviembre de 2001 hasta enero de 2008.

## Biografía

### Primeros años
Nacido en 1954 en Waterbury (Connecticut), asistió a Rollins College como estudiante universitario, con especialización en economía. Después de graduarse, se unió al Cuerpo de Marines de los Estados Unidos, sirviendo como aviador naval de 1976 a 1981.

### Carrera
Después de dejar la Infantería de Marina como capitán, trabajó en Wall Street durante 15 años, ocupando cargos en Goldman Sachs, Bear Stearns, Donaldson, Lufkin & Jenrette, A. G. Becker, Paine Webber y Merrill Lynch. Sirvió en la Junta de Negocios de Defensa, un panel asesor del Departamento de Defensa de los Estados Unidos, de 2009 a 2015 y en el panel ejecutivo del Jefe de Operaciones Navales.
En junio de 2017, el presidente Donald Trump nominó a Spencer para ocupar el cargo de Secretario de la Armada de los Estados Unidos. Fue confirmado por el Senado de los Estados Unidos el 1 de agosto de 2017, y prestó juramento el 3 de agosto de 2017. Estuvo en funciones hasta el 24 de noviembre de 2019.
Renunció cuando el secretario de Defensa Mark Esper solicitó su renuncia por su manejo del caso Eddie Gallagher, acusado por el asesinato de un miembro de Estado Islámico. Spencer estaba disgustado porque la Casa Blanca interfirió y lo presionó para que dejara que Gallagher se retirara como un SEAL de la Marina.
El 7 de febrero de 2020, respaldó a Michael Bloomberg como candidato a presidente en las elecciones de 2020.